# Lusi (sockenhuvudort i Kina, Jiangxi Sheng, lat 28,90, long 117,30)
Lusi är en sockenhuvudort i Kina. Den ligger i provinsen Jiangxi, i den sydöstra delen av landet, omkring 140 kilometer öster om provinshuvudstaden Nanchang. Antalet invånare är 21 650. Befolkningen består av 10 067 kvinnor och 11 583 män. Barn under 15 år utgör 26,0 %, vuxna 15-64 år 67 %, och äldre över 65 år 5,0 %.
Runt Lusi är det tätbefolkat, med 331 invånare per kvadratkilometer. Närmaste större samhälle är Leping, 19,6 km väster om Lusi. Trakten runt Lusi består till största delen av jordbruksmark.
Genomsnittlig årsnederbörd är 2 653 millimeter. Den regnigaste månaden är juni, med i genomsnitt 449 mm nederbörd, och den torraste är oktober, med 41 mm nederbörd.